# 澤列尼蓋 (恰普利納河右岸)
48°11′39″N 36°20′25″E / 48.19417°N 36.34028°E
澤列尼蓋（烏克蘭語：Зелений Гай），是烏克蘭的村落，位於該國中部第聶伯羅彼得羅夫斯克州，由瓦西利基夫卡區負責管轄，處於恰普利納河右岸，分別距離多夫格1.5公里和科帕尼2.5公里，始建於1921年，面積1.48平方公里，海拔高度130米，2001年人口300。